# Drawsko Pomorskie (gmina)
Pour les articles homonymes, voir Drawsko.

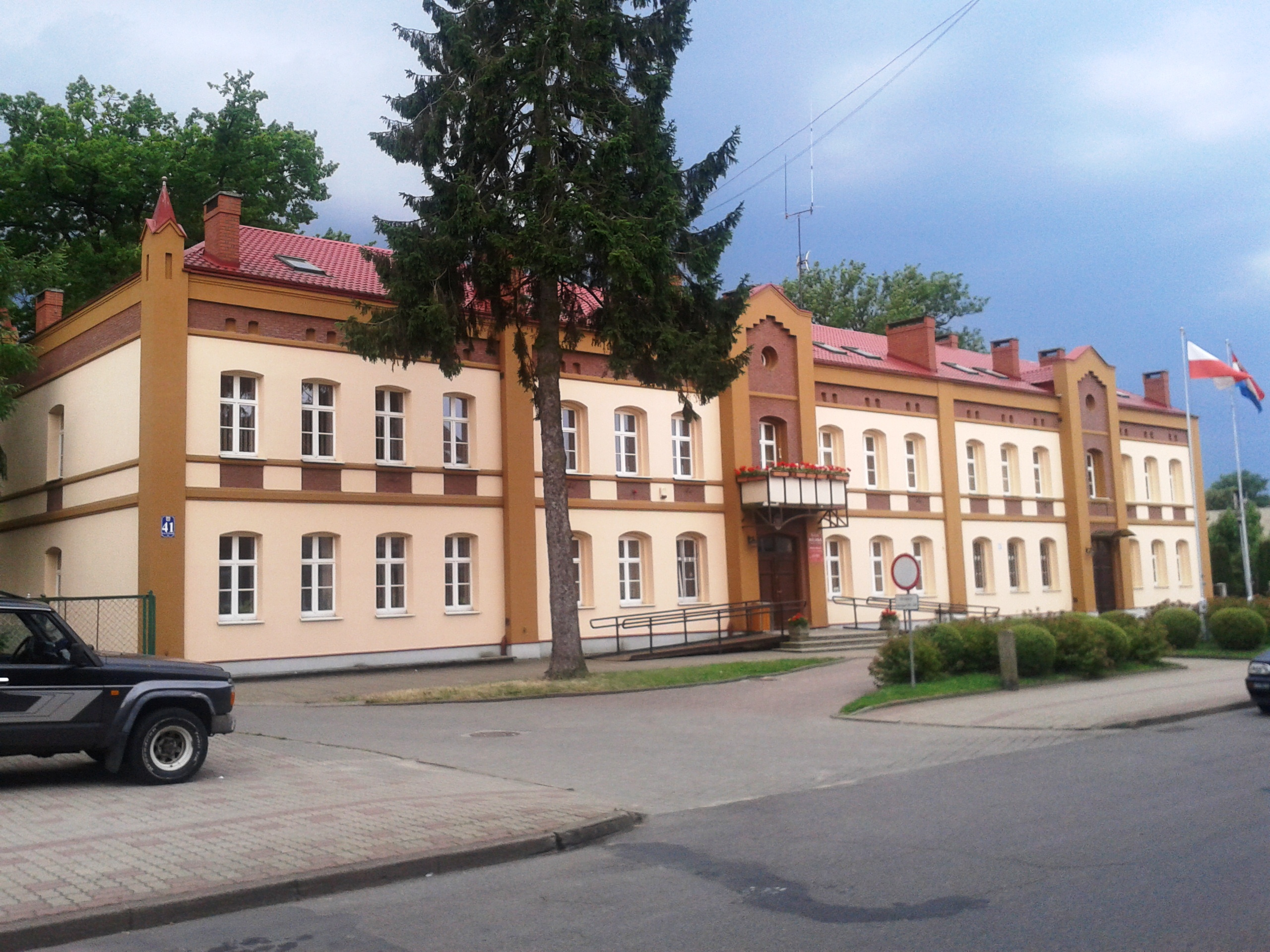
Bureau des Communes et Villes - Drawsko Pomorskie

Drawsko Pomorskie est une gmina mixte du powiat de Drawsko, Poméranie occidentale, dans le nord-ouest de la Pologne. Son siège est la ville de Drawsko Pomorskie, qui se situe environ 82 km à l'est de la capitale régionale Szczecin.
La gmina couvre une superficie de 344,76 km2 pour une population de 16 335 habitants en 2016.

## Géographie
Outre la ville de Drawsko Pomorskie, la gmina inclut les villages de Cianowo, Dalewo, Gajewko, Gajewo, Golina, Gudowo, Jankowo, Karwice, Konotop, Krzynno, Kumki, Łabędzie, Lasocin, Linowno, Mielenko Drawskie, Nętno, Olchowiec, Oleszno, Paprotno, Roztoki, Rydzewo, Suliszewo, Ustok, Woliczno, Zagórki, Zagozd, Zarańsko, Zbrojewo, Ziemsko, Żółcin, Żołędowo et Żółte.
La gmina borde les gminy de Brzeżno, Dobrzany, Ińsko, Kalisz Pomorski, Łobez, Ostrowice, Węgorzyno et Złocieniec.